# مارگارین یونی

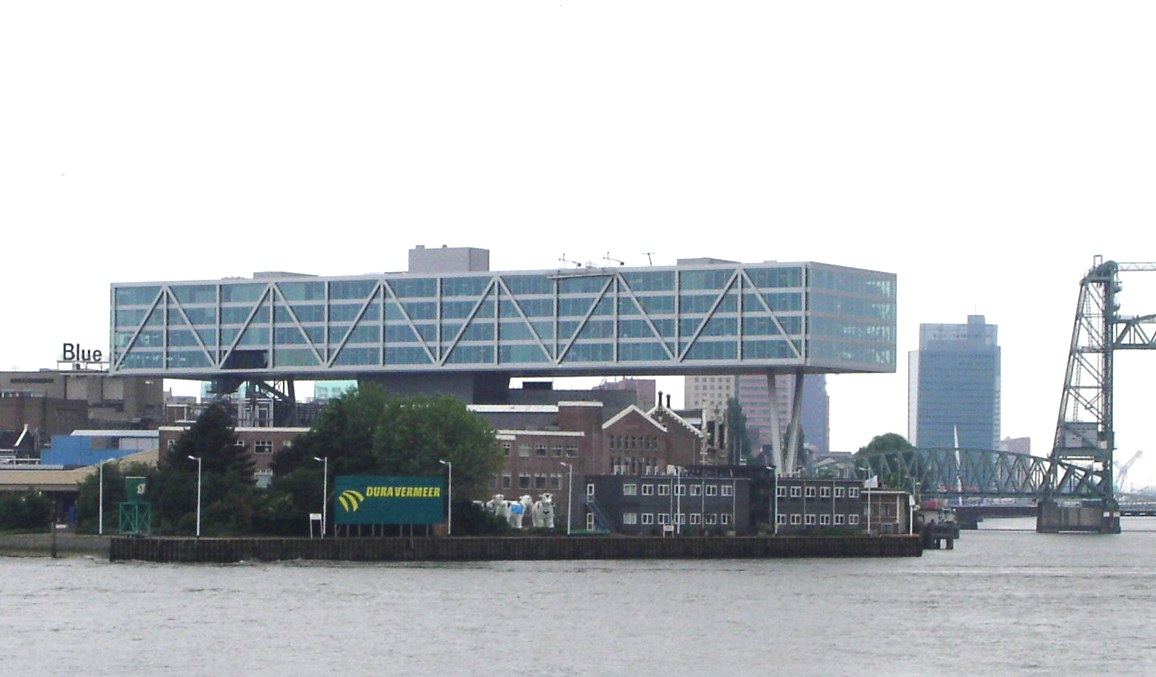
دفتر مرکزی مارگارین یونی در روتردام

مارگارین یونی (انگلیسی: Margarine Unie) شرکت صنایع غذایی هلندی است، که در سال ۱۹۲۷ تأسیس شد.